# Wahlenbergia cinerea
Wahlenbergia cinerea là loài thực vật có hoa trong họ Hoa chuông. Loài này được (L.f.) Lammers miêu tả khoa học đầu tiên năm 1995.